# Literatura eslovaca

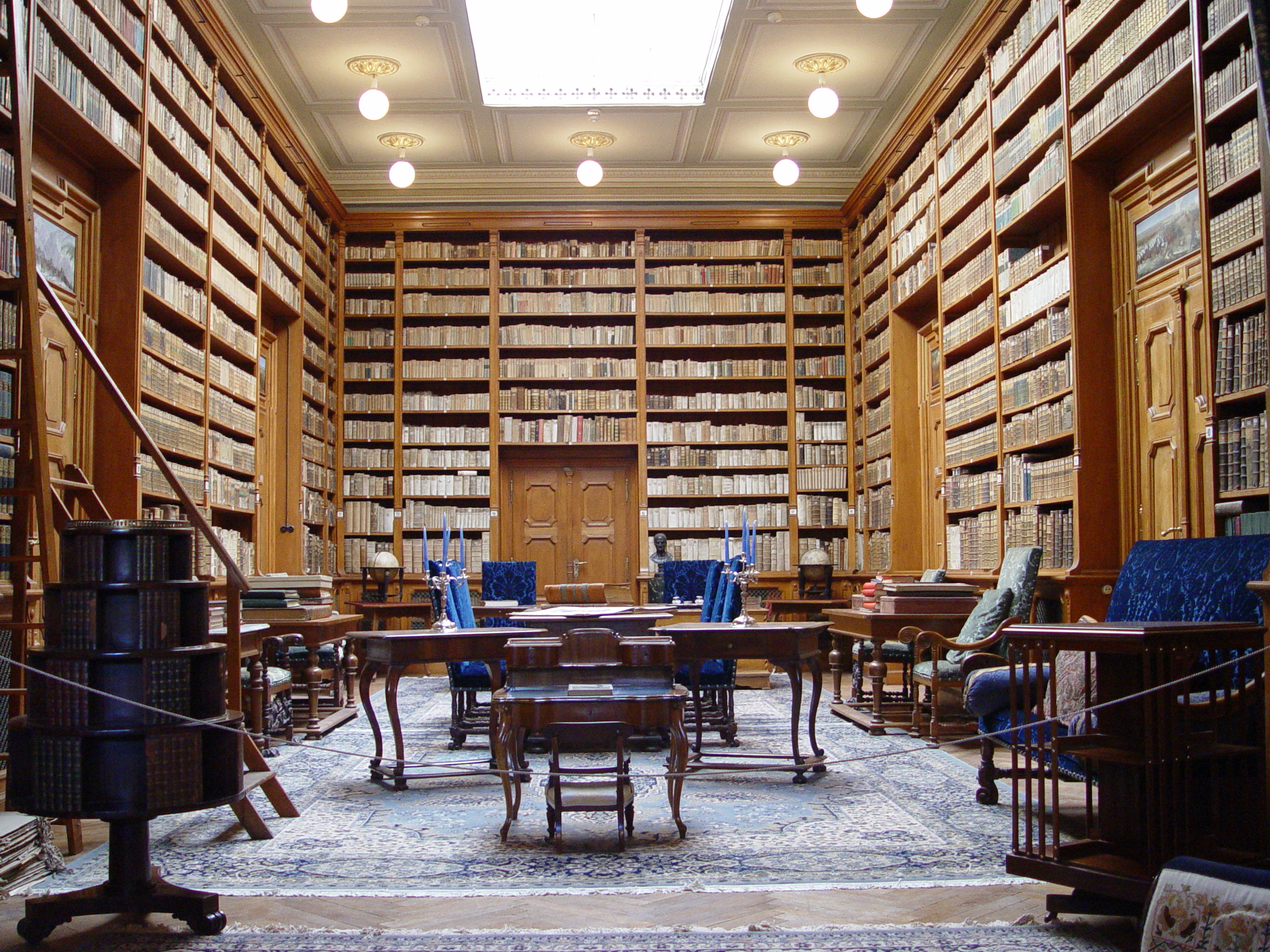
Biblioteca de la Família Andrássy al castell de Betliar

La literatura eslovaca és la literatura que s'ha produït en llengua eslovaca des del segle x fins als nostres dies.

## L'Edat Mitjana

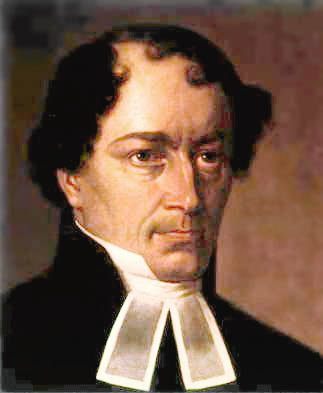
Ján Kollár (1793–1852)

Els primers moments de la literatura en el territori ara inclòs en l'actual Eslovàquia són de l'època de Gran Moràvia (de 863 a principis del segle X). Els autors d'aquest període són els sants Ciril i Metodi i Climent d'Ocrida. Les obres d'aquest període tenen com a temes els pròpiament cristians com el poema Proglas una mena de pròleg als quatre Evangelis, traduccions parcials de la Bíblia a l'antic eslau, el Zakon sudnyj ljudem, etc.
El període medieval cobreix el període des del X fins al segle xv. La literatura en aquest període va ser escrita en llatí, txec i txec eslovaquitzat. La poesia lírica (oracions, cançons i fórmules) encara estaven sota la influència de l'Església, mentre que l'èpica es va concentrar en llegendes. Entre els autors d'aquest període s'inclouen Joan de Thurocz, autor de la Crònica dels hongaresos, i Maure. La literatura secular també va sorgir i es van escriure diverses cròniques en aquest període.

## De 1500 a 1650: El Renaixement
Al segle xvi va aparèixer una literatura de caràcter nacional, molt més tard que en altres territoris i llengües. El llatí encara dominava com a llengua d'escriptura durant el segle xv i en la literatura els temes dominants foren els religiosos i es van desenvolupar temes clàssics, relacionats amb l'antiguitat grecoromana.
El primer llibre imprès en eslovac fou El Llibre de Juraments (1561) de Vašek Záleský. Un primer Renaixement es pot trobar en l'epopeia de tema amorós i anònima Siladi i Hadmázi (1560), sobre un fons de les incursions turques a Europa central.
Juraj Tranovský, sovint anomenat pare d'himnes eslovacs, va publicar diverses col·leccions d'himnes, el primer, en llatí Odarum sacrarum sive Hymnorum Libri III de 1629, però el més important i més famós fou Cithara Sanctorum, escrit en txec, que va aparèixer el 1636 a Levoča. Aquest últim text va formar la base dels himnes luterans txecs i eslovacs fins als nostres dies. En el context de l'escassetat de literatura eslovaca, els himnes eslovacs de Tranovský van esdevenir una font per elevar la consciència nacional.

## 1650-1780: El Barroc
Amb la distinció entre literatura religiosa i secular que havia començat a desenvolupar-se en l'època del Renaixement, els conflictes religiosos a Eslovàquia durant el període barroc van portar a una clara divisió entre el sagrat i el profà.
Daniel Sinapius-Horčička va escriure poemes llatins i drames escolars, prosa religiosa, proverbis i una poesia espiritual eslovaca. La seva prosa mostra consciència nacional, lloant la llengua eslovaca i criticant la manca de patriotisme entre els seus companys eslovacs.
Hugolin Gavlovič autor de textos religiosos, morals i educatius escrits en el dialecte propi, l'eslovac occidental, va ser un destacat representant de la literatura barroca a Eslovàquia. La seva obra més famosa és  Valašská škola, mravúv stodola , una obra de 17.862 versos, així com nombrosos apariats.

## De 1780 a 1840: Neoclassicisme i primera estandardització

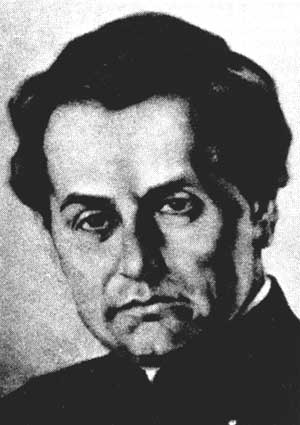
Anton Bernolák

El classicisme eslovac va formar part del gran neoclassicisme que va dominar Europa durant la Il·lustració. L'auge del nacionalisme a partir de les seqüeles de la Revolució Francesa va donar lloc a un renaixement nacional de la literatura. Fins a mitjan segle xix, a Eslovàquia s'escrivia bàsicament en un txec amb diversos graus d'eslovaquització. Fins que Anton Bernolák publica la Gramatica Slavika, una proposta d'estandardització de l'eslovac, que utilitza un dialecte de l'oest d'Eslovàquia com la forma de l'estàndard escrit. Aquesta obra està a un pas de la transició a l'eslovac literari modern, tot i que fou un fracàs. Tot i això, importants obres van ser publicades utilitzant l'estàndard de Bernolak, com per exemple Dúverná Zmluva medzi mňíchom a ďáblom (una conversa íntima entre un monjo i el diable) de Juraj Fándly (1879). Luterans eslovacs com Augustin Dolezal, Juraj Palkovič i Pavel Jozef Šafárik tendien a preferir una identitat i un llenguatge comú txec-eslovac.
El primer diari d'Hongria, el Magyar Hirmondó, va ser publicat a Pressburg (Bratislava) el 1780, seguit el 1783 pel primer diari eslovac amb una vida efímera, el Prešpurské Noviny.
Jozef Ignac Bajza va escriure la primera novel·la en eslovac, titulada René mláďenca príhodi a skúsenosťi (amb ortografia moderna René mládenca príhody a skúsenosti) de 1784.
El Paneslavisme fou el tema central de molts poemes d'aquesta època. Destaquen els 150 poemes de Ján Kollár, Slávy Dcera, glorifica els ideals paneslaus en tres cants amb el nom de Saale, Elba i Danubi. El poema èpic Svätopluk de Ján Hollý, publicat el 1833, és el text més important de l'època.

## De 1840 a 1871

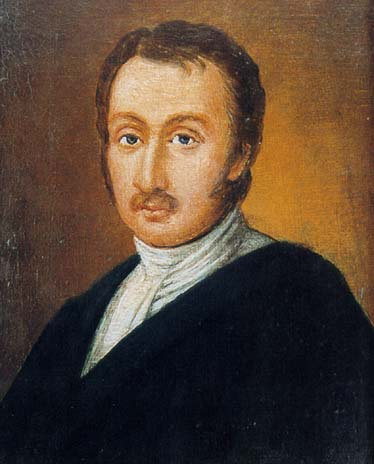
Ján Chalupka

Ľudovít Štúr va ser el líder del renaixement nacional eslovac al segle xix, l'autor de la norma de la llengua eslovaca que ha servit per construir la llengua literària contemporània eslovaca. El dialecte central d'Eslovàquia va ser triat com la base de la llengua literària. La tasca de codificació de Štúr va ser desaprovada per Ján Kollár i els txecs, que el veien com un acte de retirada d'Eslovàquia de la idea d'una nació txecoslovaca comuna i un debilitament de la solidaritat. Però la majoria dels estudiosos d'Eslovàquia, inclosos els catòlics (que utilitzaven la codificació de Bernolák fins llavors), van celebrar la idea de la codificació. El 1844, va escriure Nárečja slovenskuo alebo potreba písaňja v tomto nárečí ("El dialecte d'Eslovàquia o la necessitat d'escriure en aquest dialecte"). El 1853 va publicar l'única compilació poètica,  Spevy a piesne  ("Cants i cançons") que va ser publicada a Pressburg.
Janko Kral va ser un dels primers poetes que va començar a escriure en la norma moderna eslovac recentment codificada (el 1843) per Ľudovít Štúr i els seus companys.
El dramaturg Ján Chalupka va escriure les primeres obres en txec, però després de 1848 van començar a escriure en eslovac i traduir els seus originals txecs a l'eslovac.

## 1872-1917
Aquest període es caracteritza per una forta hongarització del territori i que se centrava especialment en la llengua, fins al punt, que el 1907, es va prohibir ensenyar en eslovac a les escoles com s'havia fet fins llavors i l'hongarès es va convertir en l'única llengua oficial.
Pavol Országh Hviezdoslav va escriure els seus poemes de joventut només a Hongria fins a la dècada de 1860. A partir de 1871 va participar en la preparació de l'almanac Napred ("Endavant"), que marca l'inici d'una nova generació literària en la literatura eslovaca. Ell va introduir el vers sil·làbic-tònic en la poesia eslovaca i es va convertir en representant del realisme literari eslovac. El seu estil es caracteritza per un ampli ús de paraules independents i expressions pel que és difícil de traduir les seves obres als idiomes estrangers.
Martin Kukučín va ser el més notable representant del realisme literari eslovac, i considerat com un dels fundadors de la prosa moderna eslovaca.

## De 1917 a 1945
Com a resultat de la desintegració de l'Imperi Austrohongarès i el posterior establiment de Txecoslovàquia, les pressions sociolingüístiques de la hongarització van desaparèixer. Durant el període d'entreguerres, la preeminència de la poesia va donar pas a la prosa i apareixen obres com les de Milo Urban Živý bič (la vida difícil) de 1927 i la novel·la Jozef Mak de Jozef Ciger-Hronský de 1933 que se centra en el món rural i la naturalesa del canvi.
Durant els turbulents anys de la República Eslovaca i el restabliment de Txecoslovàquia, van dominar dos moviments literaris independents, la prosa lírica de Hronský, František Švantner, Dobroslav Chrobák, Ludo Ondrejov i Margita Figuli, i els surrealistes eslovacs com Štefan Zary, Rudolf Fabry, Pavel Bunčák i altres.

## Després de la Guerra
Després de la Segona Guerra Mundial, els temes de la lluita partisana i l'Aixecament Nacional Eslovac dominen, alhora que els primers temes antiestalinistes emergeixen el 1954 de la ploma d'Alfonz Bednar (com també de František Hecko, Rudolf Jasik, Dominik Tatarka o Ladislav Mňačko). A la dècada de 1970, la literatura eslovaca es torna menys política (Vincent Šikula, Ladislav Ballek, Johanides Ján, Pavel Vilikovský, Rudolf Sloboda, Dušan Mitana).
També s'observen, entre d'altres, escriptors destacats com Vladimír Clementis Štefan Krčméry, Ludo Ondrejov, Martin Rázus Ivan stodola, Jozef Dunajovec Andrej Brazda-Jankovský, Hana Zelinová Štefan Zary, Anton Hykisch, Hana Ponická, Julius Satinsky, Vojtech Zamarovský, Zuzka Zguriška.

## Des de la independència
Des de la independència d'Eslovàquia, el país té una literatura molt vibrant, es pot observar, per exemple, amb Martin M. Šimečka o Peter Pišťanek. També cal tenir en compte noms com Radovan Brenkus, Juraj Červenák, Radoslav Rochallyi, Dušan Fabian, Michal Hvorecký, Luba Lesná o Miroslav Šustek.